# Roger Crowley
Roger Crowley (geboren 28. Juni 1951) ist ein britischer Autor historischer Sachbücher in populärem Stil.

## Leben
Roger Crowley stammt aus einer Seefahrerfamilie, er wuchs zeitweise in Malta auf. Er studierte in Cambridge Englische Literatur und lebte einige Zeit in Griechenland und Istanbul. Für seine Lyrik erhielt er 1981 den Nachwuchspreis Eric Gregory Award. Crowley hat seit 2005 mehrere populär gehaltene Bücher über die Seekriege und Eroberungen europäischer Mächte in der Neuzeit verfasst. Crowley wohnt in Gloucestershire.

## Schriften (Auswahl)
- 1453 : the holy war for Constantinople and the clash of Islam and the West. New York: Hyperion, 2005
  - Konstantinopel 1453  : die letzte Schlacht. Übersetzung Helmut Dierlamm; Hans Freundl. Stuttgart: Theiss, 2008
- Empires of the sea : the siege of Malta, the battle of Lepanto, and the contest for the center of the world. New York: Random House, 2008
  - Entscheidung im Mittelmeer : Europas Seekrieg gegen das Osmanische Reich 1521 – 1580. Übersetzung Hans Freundl; Norbert Juraschitz. Stuttgart: Theiss, 2009
- City of fortune : how Venice ruled the seas. New York: Random House, 2011
  - Venedig erobert die Welt : die Dogen-Republik zwischen Macht und Intrige. Übersetzung Hans Freundl; Heike Schlatterer. Stuttgart: Theiss, 2011
- Conquerors : how Portugal forged the first global empire. New York: Random House, 2015
  - Die Eroberer : Portugals Kampf um ein Weltreich. Übersetzung Norbert Juraschitz; Hans Freundl. Darmstadt: Theiss, 2016